# Bledius tristis
Bledius tristis é uma espécie de insetos coleópteros polífagos pertencente à família Staphylinidae.
A autoridade científica da espécie é Aube, tendo sido descrita no ano de 1843.
Trata-se de uma espécie presente no território português.